# Organización Internacional de Boxeo
La Organización Internacional de Boxeo (OIB o IBO) es una organización profesional sancionadora de combates de boxeo secundaria, ya que no tiene envergadura tal como las otras 5 organizaciones sancionadoras de Boxeo Profesional (WBA, WBC, WBO, IBF y The Ring), concediendo títulos a sus campeones.
Es reconocido como un campeonato mundial legítimo por la Junta de Control de Boxeo Británico (BBBofC), la Unión Europea de Boxeo, BoxRec y BoxingScene, pero no es reconocido como tal por la revista The Ring.

## Historia
El IBO fue fundado en 1988 e incorporado en Illinois, Estados Unidos en 1992 por John W. Daddono. Posteriormente, la organización se trasladó a Coral Gables, Estados Unidos en 1997 y se incorporó en Florida en ese momento. Ed Levine, quien continúa sirviendo como presidente de la organización, se convirtió en socio y presidente de IBO en ese momento. 
La organización recibió elogios al implementar un sistema computarizado "The Independent World Boxing Rankings" a fines de la década de 1990 que eliminó elementos subjetivos de las clasificaciones en un esfuerzo por brindar más credibilidad al deporte. 
A partir de 2014, la organización ahora emplea a BoxRec, el sitio web independiente de mantenimiento de registros de boxeo y clasificaciones computarizadas para producir las clasificaciones de IBO. Muchos campeones destacados han ostentado y siguen ostentando el título mundial de la Organización Internacional de Boxeo. 
El IBO permite solo un campeón mundial por división de peso. "Nunca hemos tenido más de un campeón por división de peso ni lo tendremos", según su presidente Ed Levine. 
Además de los campeones mundiales, IBO reconoce a los campeones regionales, incluido el campeón intercontinental. Si un campeón intercontinental de la IBO defiende con éxito su título tres veces, puede recibir una oportunidad obligatoria para el título mundial. 

## Campeones notables de la IBO
Se incluyen tanto campeones como excampeones:
- Gennady Golovkin, campeón de peso Mediano
- Tomasz Adamek, excampeón de peso Crucero
- Danny Green, excampeón de peso Crucero
- Thomas Hearns, excampeón de peso Crucero
- Lennox Lewis, excampeón de peso Pesado
- Brian Nielsen, excampeón de peso Pesado
- James Toney, excampeón de peso Crucero
- Roy Jones, Jr., excampeón de peso Semipesado
- Jeff Lacy, excampeón de peso Supermediano
- Floyd Mayweather, Jr., excampeón de peso Wélter
- Ricky Hatton, excampeón de peso Superligero
- Manny Pacquiao, excampeón de peso Superligero
- Antonio Tarver, excampeón de peso Semipesado (3 veces) y excampeón Crucero
- Pinklon Thomas, excampeón de peso Pesado
- Jean Pascal, excampeón de peso Semipesado
- Bernard Hopkins, excampeón de peso Semipesado
- Vic Darchinyan, excampeón de peso Mosca, Supermosca y Gallo (2 veces)
- Nonito Donaire, excampeón de peso Mosca
- Sakio Bika, excampeón de peso Supermediano
- Sergio Martínez, excampeón de peso Superwélter
- Wladimir Klitschko, excampeón de peso Pesado
- Tyson Fury, excampeón de peso Pesado
- Oleksandr Usyk, campeón de peso Pesado

## Actuales Campeones Mundiales Masculinos

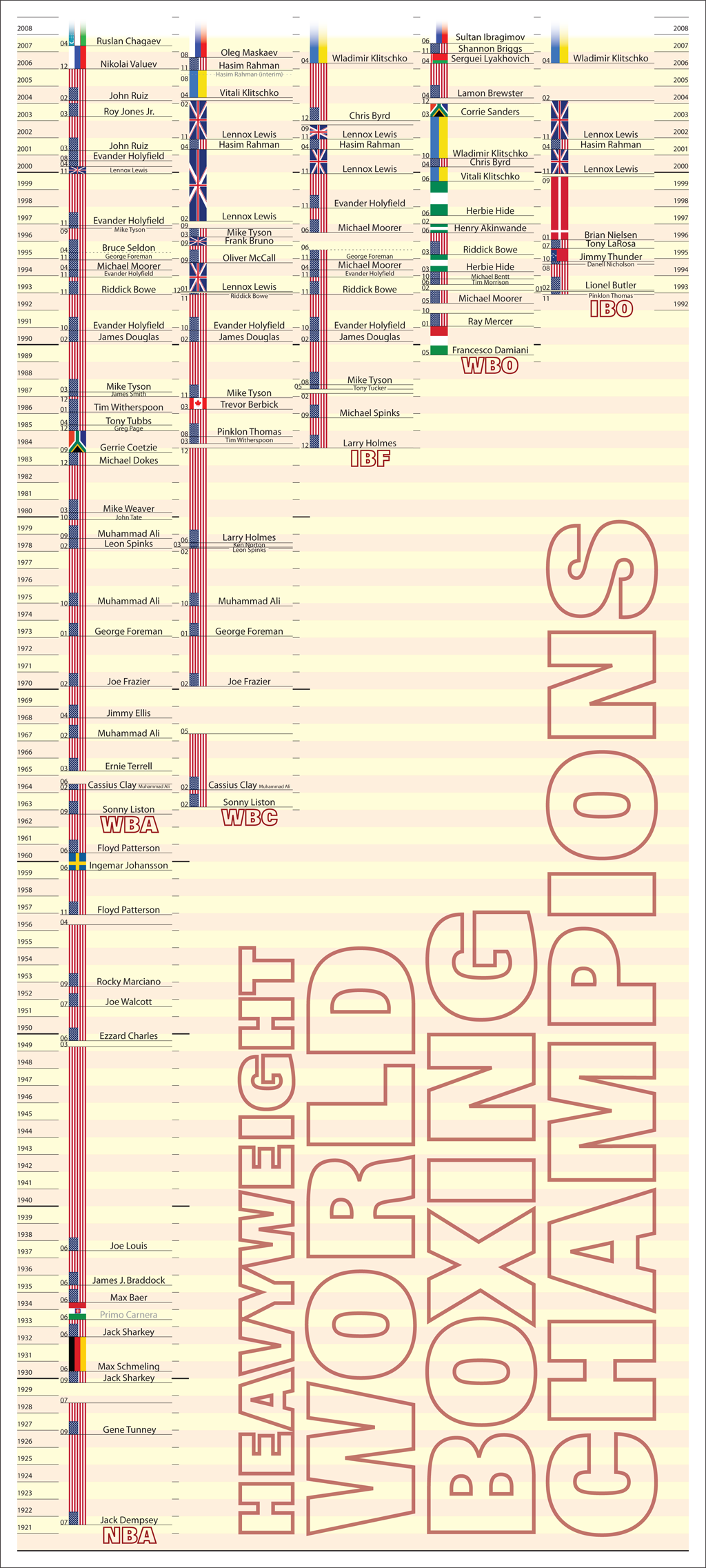
Campeones del mundo de boxeo peso pesado desde 1920.

| Peso:             | Titular:                   | Fecha:                   |
| ----------------- | -------------------------- | ------------------------ |
| Peso mínimo       | Ayanda Ndulani             | 21 de mayo de 2021       |
| Peso minimosca    | Vacante                    |                          |
| Peso mosca        | Vacante                    |                          |
| Peso supermosca   | Vacante                    |                          |
| Peso gallo        | Vacante                    |                          |
| Peso supergallo   | Ludumo Lamati              | 19 de junio de 2021      |
| Peso pluma        | Héctor Andrés Sosa         |                          |
| Peso superpluma   | Michael Magnesi            | 27 de noviembre de 2020  |
| Peso ligero       | Maxi Hughes                | 4 de septiembre de 2021  |
| Peso superligero  | Alejandro Meneses (México) | 22 de abril de 2022      |
| Peso wélter       | Daniyar Yeleussinov        | 18 de diciembre de 2021  |
| Peso superwélter  | Vacante                    |                          |
| Peso medio        | Gennady Golovkin           | 5 de octubre de 2019     |
| Peso supermediano | Osleys Iglesias            | 9 de diciembre de 2022   |
| Peso semipesado   | Dmitry Bivol               | 23 de diciembre de 2023  |
| Peso crucero      | Jack Massey                | 26 de noviembre de 2021  |
| Peso pesado       | Oleksandr Usyk             | 25 de septiembre de 2021 |

- Actualizado el 23/04/2022.

## Actuales Campeonas Mundiales Femeninas

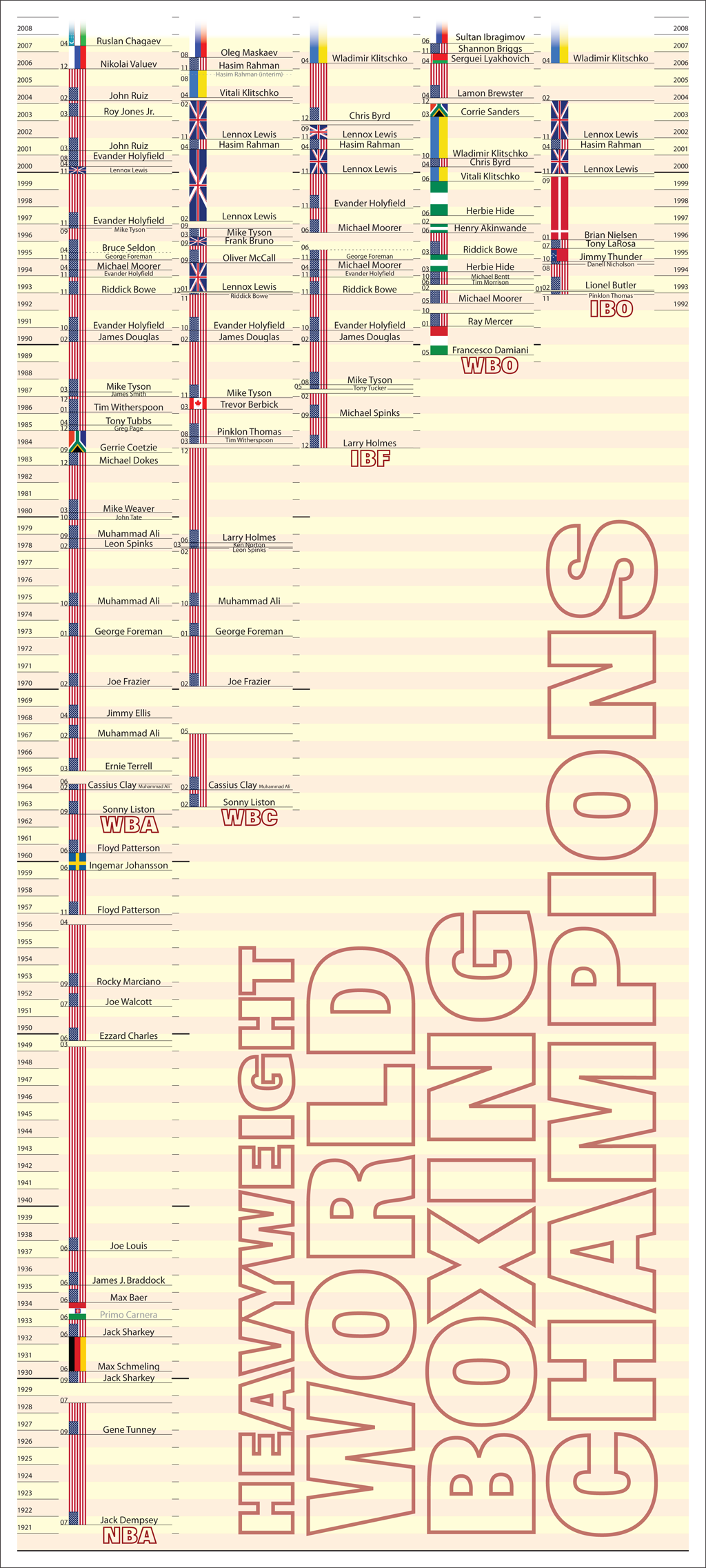
Campeones del mundo de boxeo peso pesado desde 1920.

| Peso:             | Titular:                 | Fecha:                  |
| ----------------- | ------------------------ | ----------------------- |
| Peso mínimo       | Sarah Bormann (Alemania) | 21 de mayo de 2022      |
| Peso minimosca    | Vacante                  |                         |
| Peso mosca        | Vacante                  |                         |
| Peso supermosca   | Daniela Asenjo           | 7 de junio de 2022      |
| Peso gallo        | Melissa Odessa Parker    | 19 de junio de 2021     |
| Peso supergallo   | Vacante                  |                         |
| Peso pluma        | Amanda Serrano           | 25 de marzo de 2021     |
| Peso superpluma   | Alycia Baumgardner       | 13 de noviembre de 2021 |
| Peso ligero       | Estelle Mossely          | 14 de junio de 2019     |
| Peso superligero  | Kali Reis                | 20 de agosto de 2021    |
| Peso wélter       | Jessica McCaskill        | 15 de agosto de 2020    |
| Peso superwélter  | Hannah Rankin            | 5 de noviembre de 2021  |
| Peso medio        | Vacante                  |                         |
| Peso supermediano | Vacante                  |                         |
| Peso semipesado   | Vacante                  |                         |
| Peso crucero      | Vacante                  |                         |
| Peso pesado       | Vacante                  |                         |

- Actualizado el 23/04/2022.